# KSK Beveren
Koninklijke Sportkring Beveren var en belgisk fotbollsklubb från staden Beveren. Hemmamatcherna spelades på Freethiel Stadion som tar 11 500 åskådare. Klubben blev känd för sin målvaktsskola som har producerat spelare som Jean-Marie Pfaff, Filip De Wilde, Geert De Vlieger, Erwin Lemmens och Tristan Peersman, alla av dem har spelat för belgiska landslaget. Mellan 2002 och 2006 var ett stort antal av spelarna i truppen ivorianer eftersom man hade ett samarbete med klubben ASEC Mimosas, något som klubben ofta kritiserades för i belgisk media. Beverens före detta manager Jean-Marc Guillou skapade en ungdomsakademi för ASEC Mimosas i Abidjan och de flesta ivorianska spelare har kommit därifrån, de kanske mest kända är Emmanuel Eboué och Yaya Touré. Klubben hade mellan 2001 och 2006 ett samarbete med Arsenal FC som innebar att flera spelare lånades mellan lagen och vänskapsmatcher spelades.
Klubben placerade sig sist i Jupiler League säsongen 2006-2007 och degraderades till andradivisionen.
Klubben har sedan samarbetet med Arsenal tog slut haft stora problem med ekonomin. Bara några månade innan säsongen 2010-2011 skulle ta sin början blev klubben av med sin elit-licens på grund av dålig ekonomi. Man hotades då att bli degraderade till tredjedivisionen. Förhandlingar började då föras med lokalkonkurrenten K.V Red Star Waasland. Klubbarna kom snabbt överens om en sammanslagning och kommer från och med säsongen 2010-2011 att spela i andradivisionen under det nya namnet KVRS Waasland - SK Beveren. Sammanslagningen ogillades inte helt oväntat av de båda lagens supportrar. 